# Садовое (Калмыкия)
Садо́вое (среди местных жителей также употребляется неофициальное наименование «Садовка») — село, административный центр Сарпинского района и Садовского сельского муниципального образования Республики Калмыкия. Село расположено в 165 км к северу от Элисты.
Население — 5775 человек (2021).
Основано в 1849 году.

## История
Основано в 1849 году. Основание села связано с политикой заселения Калмыцких степей переселенцами для обслуживания трактов и содержания почтовых станций, привлечению к оседлому образу жизни местного калмыцкого населения и возможностью православным миссионерам проповедовать христианство среди калмыков, исповедовавших буддизм.
30 декабря 1846 император Николай I издал именной указ: «О заселении дорог на калмыцких землях Астраханской губернии», относительно способа заселения калмыками станций по трактам — дорогам Калмыцкой степи и, вместе с тем, поселения в каждой из этих станций известного числа семейств русских крепостных и государственных крестьян, для обслуживания почтовых трактов и станций на этих трактах. Если калмыки выражали желание селиться в станциях, то им выдавалось денежное пособие с одновременным разрешением пользоваться улусными пастбищами. Размер пастбища, которое предоставлялось оседлому калмыку, зависело от его сословия. Нойонам выдавалось 1500 десятин на душу его семьи, аймачным владетелям — по 400 десятин, безаймачным — по 200 десятин, а калмыкам-простолюдинам и русским крестьянам — по 30 десятин. Указом учреждалось заселить калмыцким и русским населением 44 станций, в том числе станцию Садовую, на калмыцких землях жалованных ранее потомкам рода Щербининых. По этому указу полагалось отводить на каждого поселенца — русского крестьянина и калмыка — простолюдина 30 десятин земли и одну пятую часть в запас. Выделенная земля должна была предоставляться поселенным калмыкам в вечное пользование, кроме того, за ними сохранялось право участия в пастьбе скота на общих землях, отведенных улусам[3].
Приучить калмыцкое население к оседлости не удавалось и Министерство государственных имуществ 28 февраля 1850 года сделало распоряжение главному попечителю об отыскании необходимого переселенческого контингента в указанные станции. Главный попечитель обратился в Харьковскую, Воронежскую и Тамбовскую палаты с просьбой объявить крестьянам об возможности переселиться в калмыцкие степи.
Станция Садовая упомянута в Списке населённых мест Астраханской губернии за 1859 год. В 1859 году на станции Садовой насчитывалось 101 двор, имелся православный молитвенный дом, всего проживало 788 жителей.
В ходе реализации Инструкции 1846 года о заселении дорог, проходивших через Калмыцкую степь Астраханской губернии, было создано Тундутовское волостное управление, в состав которого входили селения Тундутовское, Садовское, Плодовитенское и Цацынское.
После Февральской революции в 1917 году волостное управление было упразднено. 7 января 1939 года Садовое стало центром Сарпинского района.
Во время Великой Отечественной войны в ходе немецкого наступления летом 1942 года село было оккупировано, однако в середине августа 1942 года линия фронта стабилизировалась по линии Малые Дербеты — Ханата — озеро Сарпа — совхоз Сарпинский. В результате село оказалось в прифронтовой полосе. Разведке 91-й стрелковой дивизии РККА удалось установить контакты с жителями Садового, которые передавали им информацию разведывательного характера.
С 29 сентября по 4 октября 1942 года за Садовое вёл бои сводный армейский отряд 51-й армии под командованием полковника Е. Ф. Макарчука (852-й стрелковый полк, усиленный одним батальоном 91-й стрелковой дивизии и дивизионом реактивной артиллерии), в этих боях немецко-румынские войска потеряли до 3 тыс. военнослужащих и значительное количество техники.
Ночью 6 ноября 1942 года группа ночных бомбардировщиков У-2 атаковала находившийся в Садовом румынский штаб, в это же время перешёл в наступление сводный отряд 91-й стрелковой дивизии (стрелковый батальон, разведрота, кавалерийский эскадрон, артиллерийская батарея и 5 танков) под командованием полковника Л. М. Покровского. В результате операции Садовое было отбито, но 9 ноября 1942 советские войска были вынуждены отступить на прежние позиции. 19 ноября 1942 года советские войска перешли в наступление под Сталинградом, в ночь на 20 ноября 1942 года сапёры 91-й стрелковой дивизии РККА скрытно сделали проходы в минных полях и проволочных заграждениях на переднем крае и на рассвете 20 ноября 1942 года дивизия начала атаку, в ходе которой Садовое было освобождено.
В 2000 и 2001 годах в Садовом было несколько межэтнических конфликтов между местным калмыцким населением и представителями кавказских народов. 29 августа 2005 года в селе властями была разрушена незаконно строящаяся мечеть.

## Физико-географическая характеристика
Село расположено в пределах Ергенинской возвышенности, являющейся частью Восточно-Европейской равнины, на правом берегу реки Зельмень. Средняя высота над уровнем моря — 32 м. Общий уклон местности с юга на север. Рельеф местности - холмисто-равнинный, сильно расчленённый балками и оврагами. В окрестностях имеются полезащитные лесополосы. Распространены почвы каштановые солонцеватые и солончаковые и солонцы (автоморфные).
Климат
Климат умеренный континентальный (согласно классификации климатов Кёппена  — Dfa), с жарким и засушливым летом и относительно холодной и малоснежной зимой. Среднегодовая температура воздуха положительная и составляет + 9,0 °C, многолетняя норма осадков — 334 мм. В течение года количество выпадающих осадков распределено относительно равномерно: наименьшее количество осадков выпадает в октябре (21 мм), наибольшее — в июне (37 мм).
| Показатель                    | Янв. | Фев. | Март | Апр. | Май  | Июнь | Июль | Авг. | Сен. | Окт. | Нояб. | Дек. | Год  |
| ----------------------------- | ---- | ---- | ---- | ---- | ---- | ---- | ---- | ---- | ---- | ---- | ----- | ---- | ---- |
| Средний суточный максимум, °C | −3,4 | −3,1 | 2,8  | 15,4 | 23,5 | 28,4 | 30,9 | 29,5 | 22,5 | 13,4 | 4,6   | −0,4 | 13,7 |
| Средняя температура, °C       | −6,6 | −6,6 | −0,9 | 10,0 | 17,4 | 22,3 | 24,7 | 23,3 | 16,7 | 8,8  | 1,5   | −3   | 9,0  |
| Средний суточный минимум, °C  | −9,7 | −10  | −4,6 | 4,6  | 11,4 | 16,2 | 18,6 | 17,2 | 11,0 | 4,3  | −1,5  | −5,6 | 4,3  |
| Норма осадков, мм             | 29   | 23   | 22   | 22   | 34   | 37   | 34   | 31   | 25   | 21   | 32    | 34   | 334  |
| Источник:                     |      |      |      |      |      |      |      |      |      |      |       |      |      |

Часовой пояс
Село Садовое, как и вся Республика Калмыкия, находится в часовой зоне МСК (московское время). Смещение применяемого времени относительно UTC составляет +3:00.

## Население
Динамика численности населения
| 1859 | 1897 | 1900 | 1904 | 1908 | 1914 |
| ---- | ---- | ---- | ---- | ---- | ---- |
| 788  | 1506 | 2405 | 2716 | 3064 | 3837 |

| 1939  | 1959  | 1970  | 1979  | 1989  | 2002  | 2010  |
| ----- | ----- | ----- | ----- | ----- | ----- | ----- |
| 3289  | ↗3926 | ↗5876 | ↗7207 | ↗7342 | ↘6505 | ↗6530 |
| 2021  |       |       |       |       |       |       |
| ↘5775 |       |       |       |       |       |       |

Село Садовое — третий по численности населения сельский населённый пункт Калмыкии (после Троицкого и Яшкуля).
Национальный состав
Согласно результатам переписи 2002 года большинство населения посёлка составляли русские (77 %)

## Социальная инфраструктура
Медицинское обслуживание обеспечивает расположенная в селе Садовом Сарпинская центральная районная больница.

## Транспорт

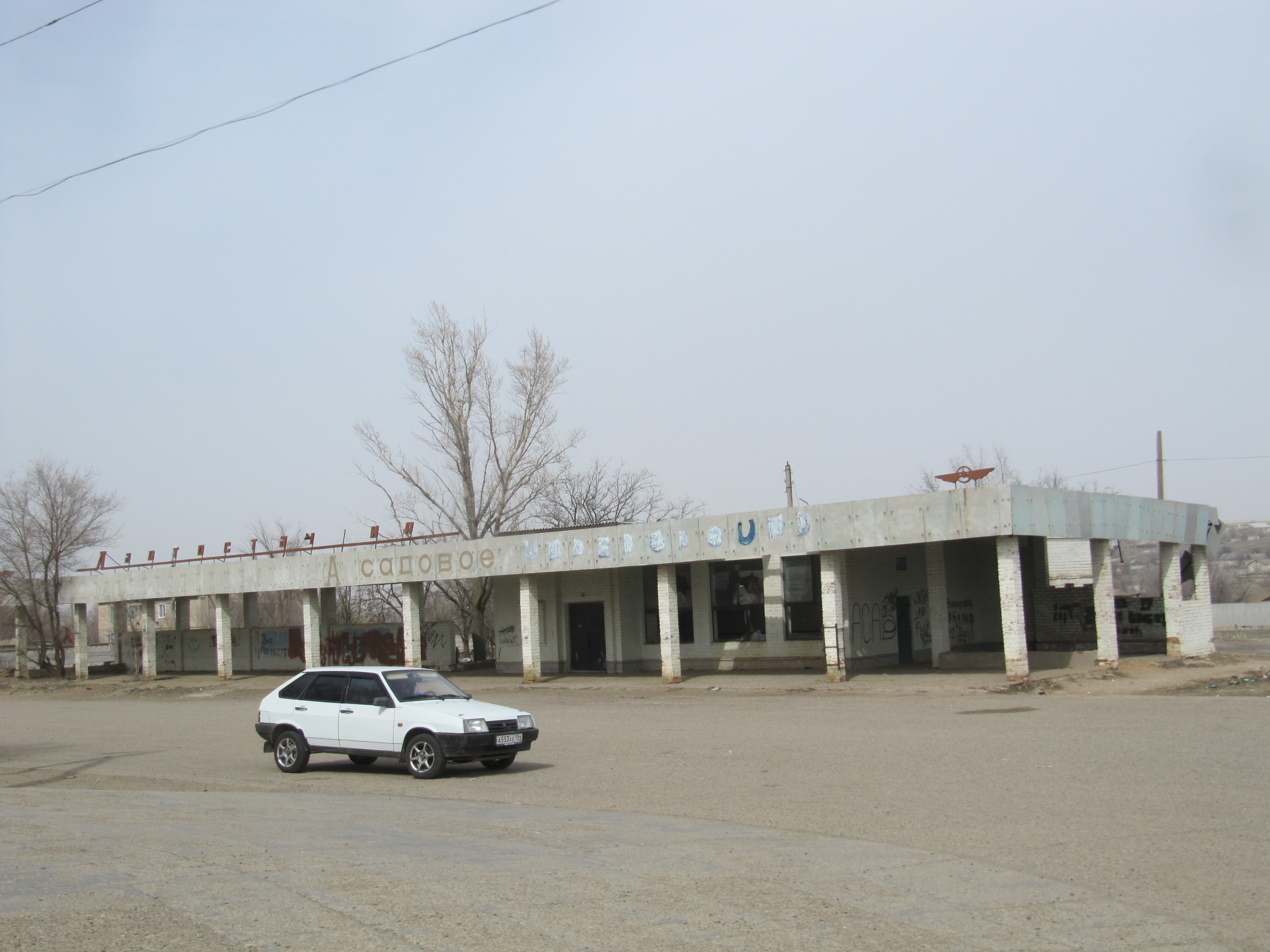
Бывшая автостанция

По автомобильной дороге расстояние до столицы Калмыкии города Элиста составляет 170 км, до ближайшего города Волгоград Волгоградской области — 120 км. К посёлку имеется асфальтированный подъезд от федеральной автодороги Волгоград — Элиста Р-22 «Подъезд к Элисте» (4 км).
В настоящее время не существует прямого рейсового сообщения между селом и столицей Калмыкии. Автобусная станция не действует. Контрольно-диспетчерский пункт проходящего междугороднего транспорта находится в кинотеатре «Спутник». Сообщение между Садовым и Элистой в настоящее время осуществляется проходящим междугородним рейсовым автобусом Элиста — Волгоград, либо частными перевозчиками.

## Русская православная церковь
Храм Рождества Пресвятой Богородицы.

## Известные жители и уроженцы
- Бабичев Владимир Степанович (1939—2010) — советский, российский политический деятель.
- Маковкин Дмитрий Александрович (1984—2013) — старший сержант полиции, предотвративший проход террориста-смертника в здание железнодорожного вокзала во время террористического акта в Волгограде и погибший в результате последующего взрыва.
- Оргаев Николай Оргаевич (1920—1996) — джангарчи, заслуженный работник культуры Калмыкии.